# Saint-Germain-sur-Vienne
Saint-Germain-sur-Vienne é uma comuna francesa na região administrativa do Centro, no departamento Indre-et-Loire. Estende-se por uma área de 13,19 km². Em 2010 a comuna tinha 373 habitantes (densidade: 28,3 hab./km²).